# 恐龙危机3
《恐龙危机3》是一款由卡普空的第四工作室制作並在Xbox发行的动作冒险游戏。本作于2003年6月26日在日本发行，9月16日在北美发行。
本作收到綜合评价。IGN给予本作6.0分。